# Can Bonomo
Pour les articles homonymes, voir Bonomo.
Can Bonomo, (16 mai 1987, Izmir) est un chanteur turc. Il a été choisi le 9 janvier 2012 pour représenter la Turquie au Concours Eurovision de la chanson 2012 qui s'est déroulé à Bakou en Azerbaïdjan, avec la chanson Love Me Back.

## Sa carrière
Issu d'une famille juive séfarade, Can Bonomo commence à jouer de la guitare à l'âge de huit ans. Il continue à s'intéresser à la musique pendant toute son enfance. Ensuite, il étudie le cinéma à l'Université Bilgi d'Istanbul. Plus tard, il fait un stage en tant que producteur sonore dans les radios Radyo Klas et Number 1 FM, où il lance un programme nommé "Can Bonomo Show", qu'il poursuit sur Radio N101. Ayant accepté une proposition de MTV Türkiye, il présente une émission nommée "Rock'n' Dark Express".
Entre-temps, il diffuse un court-métrage nommé Hoppala, une commande passée par l'université, sur Facebook. Celui-ci remporte un grand succès auprès de ses fans. Après avoir visionné ce court-métrage, Seray Sever  demande à rencontrer Can Bonomo. Ce dernier accepte de jouer un rôle dans la série nommée +18.
Quelques semaines plus tard, il commence à travailler sur un album avec le producteur Can Saban. En janvier 2011, il publie son album intitulé Meczup.
Can Bonomo représente la Turquie le 24 mai (demi-finale) et le 26 mai (finale) au Concours Eurovision de la chanson 2012 qui se déroule à Bakou en Azerbaïdjan. Il atteint la 7ème place.

## Ses récompenses
- Dans les 38. Altın Kelebek Ödülleri, Can Bonomo a partagé le prix du Meilleur Nouveau(elle) soliste avec Nazli, Berkay et Nil Özlp, nommé En İyi Çıkış Yapan Solist [4]

## Discographie
- Meczup (2011)
- Aşktan Ve Garıplıkten (2012)
- "Bulunmam Gerek" (2014)
- "Kâinat Sutsu" (2017)